# كينيث رينغ
كينيث رينغ (بالإنجليزية: Kenneth Ring)‏ هو عالم نفس أمريكي، ولد في ديسمبر 1935.

## وصلات خارجية
- الموقع الرسمي